# Скит в Георгиевской балке
Скит в Георгиевской балке (также Скит в Крымской балке) — принятое название комплекса сильно разрушенных пещерных сооружений XV века в Инкермане. Расположен на южном берегу Севастопольской бухты, на западном мысу Георгиевской балки. В 1875 году, при строительстве полотна Лозово-Севастопольской железной дороги, большая часть скалы была срезана, в результате от скита сохранились лишь задние стенки нескольких пещер.

## История исследований
Ранее здесь, вдоль бухты, от моста через Чёрную речку, проходила средневековая дорога из Каламиты в Феодоритский порт Авлита, потому возникновение скита (или монастыря) на бойком месте, приносившем щедрые пожертвования, выглядит естественным.
Существует версия, что скит был основан одним из последних в Инкерманской долине монахами Софийского монастыря, а само строительство, исходя из экономической и политической ситуации в княжестве Феодоро, а также архитектурных аналогий, относят к первой трети XV века. Также, исходя из сохранившегося названия балки, сделан вывод, что скит был посвящён святому Георгию. Благодаря расположению, фактически, на обочине оживлённой в первой половине XIX века дороги, пещеры попадали в поле зрения путешествующих, которые оставили его описания, позволяющие судить о его устройстве.
Наиболее полные и подробные сведения оставили Фредерик Дюбуа де Монпере в 1833 году и Дмитрий Струков, обследовавший комплекс перед самой постройкой железной дороги. Особо отмечается работа Струкова, описавшего и сделавшего рисунки росписей скита, поскольку храм с фресками при строительстве был уничтожен полностью.
В 1793 году Пётр Паллас, проезжая на лодке вдоль берега, отмечал «на значительной высоте недоступного берега — замечательную часовню, насколько можно судить, с соседними пещерами». Первые подробные описании памятника составили в 1830-х годах Монтандон и Фредерик Дюбуа де Монпере. Если у Монтандона текст чисто «путеводительский», рассчитанный на путешествующих начала XIX века (например, фраза о фресках: «над клиросом, обращенным на восток, — росписи, ещё сохраняющие свежесть красок»), то у Дюбуа де Монпере приведено подробное научное описание, с планом, рисунками и схемой фресковых росписей. Упоминает церковь, приводя довольно приблизительные размеры и сделав рисунок, посетивший скит в 1840-х годах историк-любитель Захар Андреевич Аркас.
В 1860-х годах скит в Георгиевской балке исследовал Д. М. Струков. Художник произвёл расчистку помещений, написал несколько акварелей памятника и сделал, по мнению историков, его наиболее полное описание. Подробности устройства скита у Дюбуа де Монпере и Струкова расходятся в некоторых деталях, на что обратил внимание ещё А. Л. Бертье-Делагард, описание которого основано на сведениях предыдущих исследователей.

В 1875 году, при строительстве полотна Лозово-Севастопольской железной дороги, большая часть скалы была срезана, в результате от скита сохранились лишь задние стенки нескольких пещер.

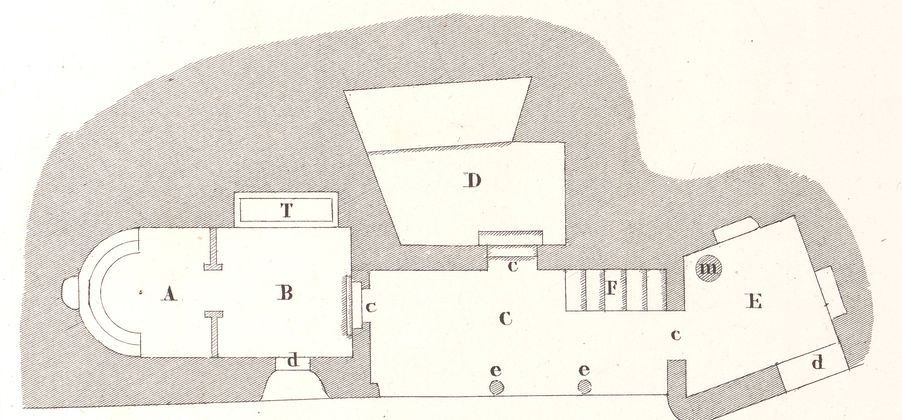
План пещерного храма. Дюбуа де Монпере, 1833 год
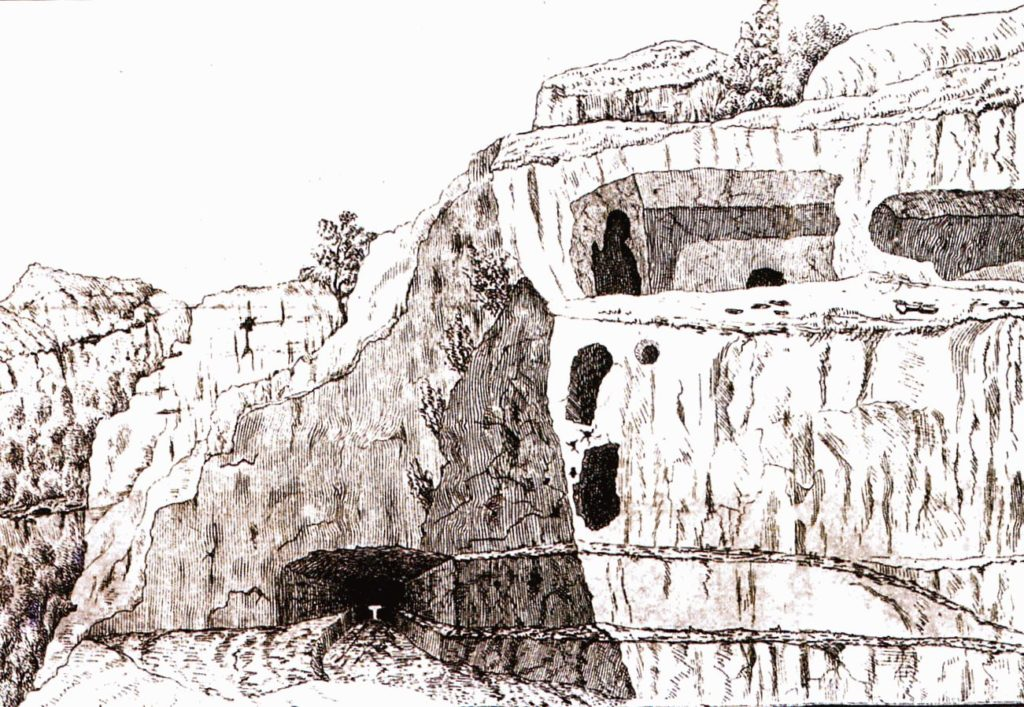
Вид скита снаружи. З. А. Аркас, 1840-е г.
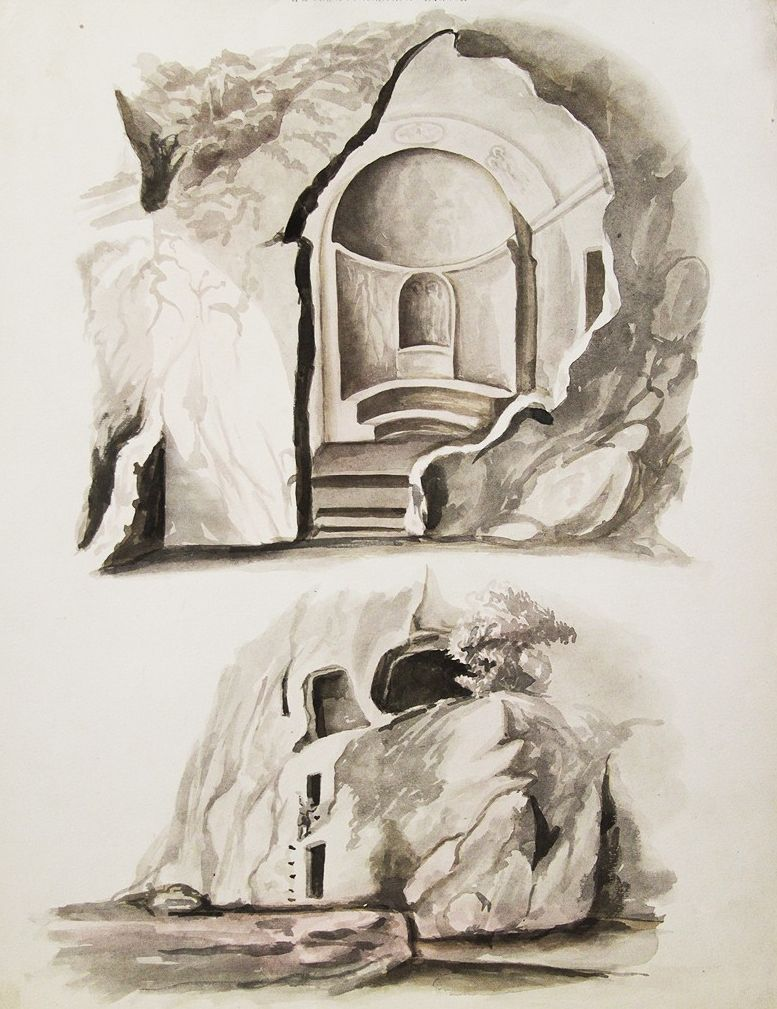
Интерьер и внешний вид скита. Д. М. Струков, 1867 г.
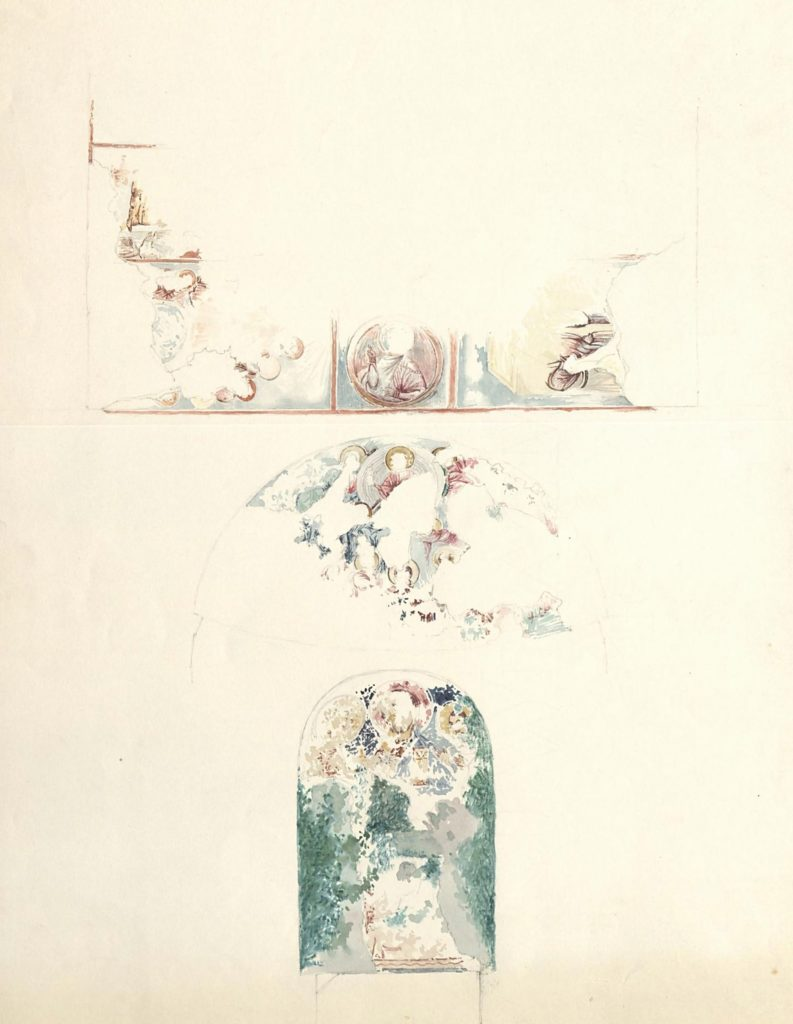
Фрагменты фресковой росписи. Мориц Вебель, 1853 г.
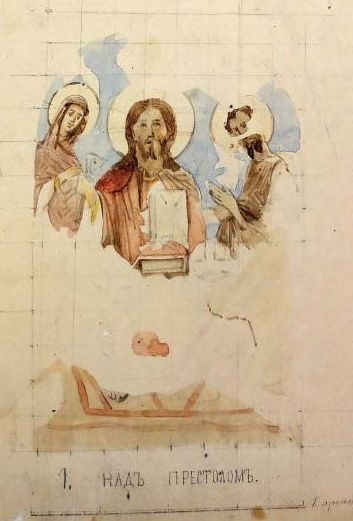
Фрески в апсиде храма. Д. М. Струков, 1867 г.

## Описание
Скит, включавший 6 помещений, одно из которых церковь, фасадом был обращён к дороге и бухте. Рядом находились отдельные пещеры-кельи, где, вероятно, обитали монахи-отшельники.
В нижней части комплекса скита располагалось некое помещение («подвал или келья»), а слева от него вырубленные в скале ступени вели на площадку, от которой десять ступеней приводили в пещеру размерами, по измерениям Дюбуа де Монпере 17 футов 6 дюймов на 7 футов, по Струкову — 7 на 6 аршин (примерно, 5 м на 2 м), с полукруглым потолком. Дюбуа де Монпере назвал это помещение «вестибюль», описав три прорубленные из него двери. Одна вела в трапезную с очагом, большим, обращённым к заливу окном и двумя нишами «для хранения припасов». Другая, «тремя маршами» (видимо, лестницы) шла в «опочивальню, неровно высеченную, с плоским сводом» и третья — «в часовню, весьма простую по форме». У Струкова из первой комнаты «правильно высеченная» лестница" вела наверх в помещение с двумя выходами: в комнату, «удобную служить трапезною» и в храм. Размеры церкви Монпере приводит, как 15 футов на 7 футов 8 дюймов, Струков — лишь ширину в 6 аршин 5 вершков. Апсида храма была обращена строго на восток, что довольно редко в крымских пещерных церквях.
Оба исследователя подробно рассказывают о росписях храма, уже сильно повреждённых временем, а Струков даже смог сделать их акварельные рисунки. В интерпретации Струкова в алтаре был изображён Христос на престоле, с благославляющей правой рукой, с закрытым Евангелием в левой и предстоящими Богоматерью и Иоанном Предтечей. На своде апсиды остатки фрески были идентифицированы, как Вознесение Господне, фигуру в круглом медальоне Струков считал поясным изображением святого мученика Лавра. По сторонам арки слева изображалось сошествие святого Духа на апостолов, справа — явление ангела Пахомию Великому. На северной стене ближе к окну сохранялась только нижняя часть изображения, напоминающая Иоанна Богослова с учеником Прохором. Справа от входа в храм Дюбуа де Монпере видел неразборчивую «греческую надпись», но других упоминаний о ней нет.
В настоящее время (с послевоенных годов) западная часть Георгиевской балки занята режимным объектом и свободный проход к подножию скалы с остатками скита закрыт.